# Sun Yawei
Dans ce nom chinois, le nom de famille, Sun, précède le nom personnel.
Pour les articles homonymes, voir Sun.
Sun Yawei (née le 17 octobre 1987 à Changzhou) est une athlète chinoise, spécialiste du 100 mètres haies.

## Biographie
En 2009, Sun Yawei devient championne d'Asie sur 100 mètres haies avec un temps de 13 s 19. Elle devance la Japonaise Asuka Terada et l'Indonésienne Dedeh Erawati. En fin d'année, elle s'impose également lors des Jeux de l'Asie de l'Est, en 13 s 13. 
Deux ans plus tard, elle conserve son titre continental (13 s 04) devant la Sud-coréenne Jung Hye-lim et la Kazakhe Natalya Ivoninskaya.

### Palmarès
| Date | Compétition                  | Lieu      | Résultat | Épreuve     | Performance |
| ---- | ---------------------------- | --------- | -------- | ----------- | ----------- |
| 2009 | Championnats d'Asie          | Canton    | 1re      | 100 m haies | 13 s 19     |
| 2009 | Jeux de l'Asie de l'Est      | Hong Kong | 1re      | 100 m haies | 13 s 13     |
| 2010 | Jeux asiatiques              | Canton    | 3e       | 100 m haies | 13 s 27     |
| 2011 | Championnats d'Asie          | Kōbe      | 1re      | 100 m haies | 13 s 04     |
| 2012 | Championnats d'Asie en salle | Hangzhou  | 3e       | 60 m haies  | 8 s 35      |
| 2014 | Jeux asiatiques              | Incheon   | 2e       | 100 m haies | 13 s 05     |

### Records
| Épreuve                    | Performance | Lieu      | Date            |
| -------------------------- | ----------- | --------- | --------------- |
| 60 mètres haies (en salle) | 8 s 24      | Karlsruhe | 31 janvier 2010 |
| 100 mètres haies           | 12 s 94     | Nanchang  | 17 juillet 2011 |